# Cetraria
Cetraria és un gènere de fongs ascomicots liquenitzats (que formen líquens) de l'ordre dels lecanorals (Lecanorales). S'associa amb algues verdes com a fotobionts per formar líquens fruticosos. La majoria de les espècies es troben en latituds altes, sobre la sorra o matolls. Les espècies tenen una forma que recorda a una corretja, amb vores lobulades espinoses.
Cetraria islandica, o liquen d'Islàndia és un dels pocs líquens amb usos culinaris i que es collia i es menjava al nord d'Europa en temps de fam. Altres espècies es fan servir a la gastronomia tradicional de l'Índia (en el garam masala).

## Galeria

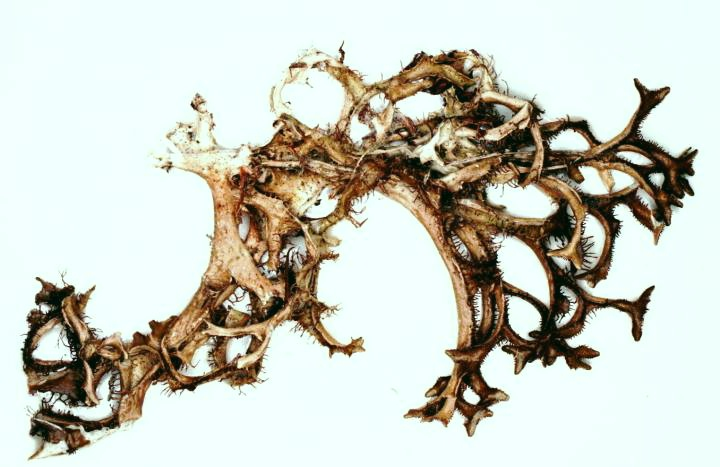
Cetraria arenaria
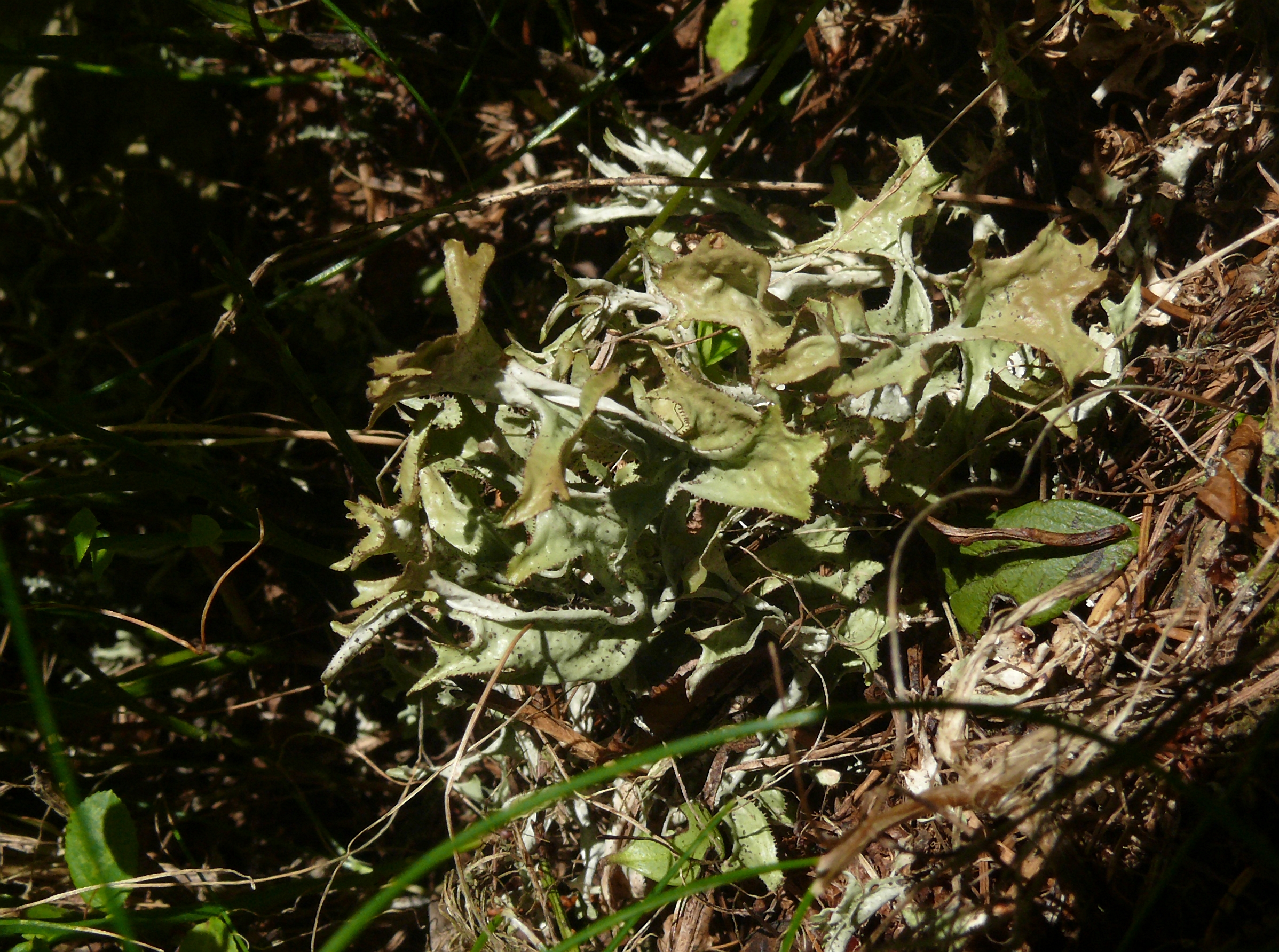
Cetraria islandica
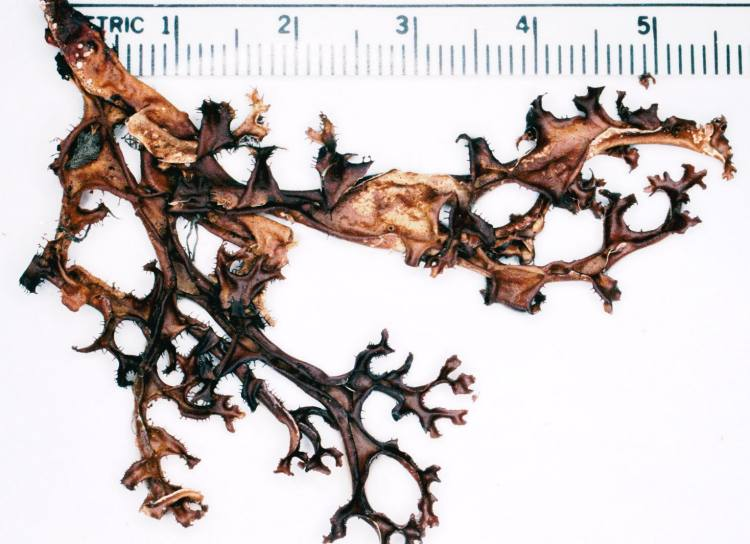
Cetraria laevigata
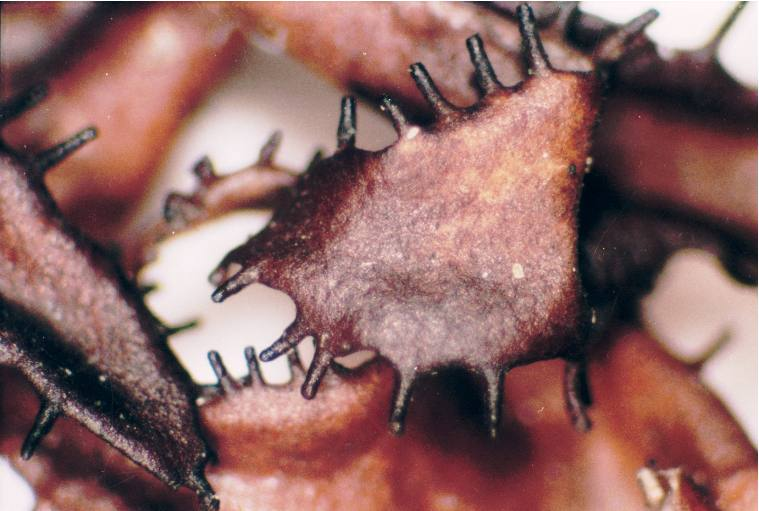
Projeccions marginals en C. laevigata